# ویلا رندنا
ویلا رندنا (به ایتالیایی: Villa Rendena) یک کومونه در ایتالیا است که در ترنتینو واقع شده‌است. ویلا رندنا ۳۵٫۰ کیلومتر مربع مساحت و ۸۴۶ نفر جمعیت دارد.